# Plant Biosystems
Plant Biosystems è una rivista accademica italiana di botanica, organo della Società botanica Italiana. Fondato nel 1844 col nome di Giornale botanico italiano, ha assunto l'attuale denominazione nel 1997.

## Storia
Fondato a Firenze, nel 1844, da Filippo Parlatore, come Giornale botanico italiano, organo della Sezione Botanica dei "Congressi scientifici italiani" (con l'Unità d'Italia, Società Botanica Italiana), mutò nome una prima volta nel 1869 assumendo la denominazione in Nuovo giornale botanico italiano: memorie della Societa botanica italiana. La rivista era strutturata in tre sezioni: «Memorie originali», destinata a ricevere lavori originali di botanica in italiano o latino, «Letteratura Botanica», destinata a raccogliere recensioni e riassunti delle pubblicazioni di botanica, e «Notizie botaniche», destinata a ricevere brevi resoconti di osservazioni scientifiche o notizie riguardanti la società scientifica.
Nel 1997 il nome della rivista cambia ancora in Plant Biosystems, in funzione di una visibilità ed un rilievo internazionale.